# Wyeomyia serrata
Wyeomyia serrata är en tvåvingeart som först beskrevs av Lutz 1905.  Wyeomyia serrata ingår i släktet Wyeomyia och familjen stickmyggor. Inga underarter finns listade i Catalogue of Life.